# Кральова Легота
Кральова Легота (словац. Kráľova Lehota) — село, громада округу Ліптовський Мікулаш, Жилінський край, регіон Ліптов. Кадастрова площа громади — 19,61 км².
Населення 602 особи (станом на 31 грудня 2018 року).

## Географія
Протікать річки
- Бенковський потік[7].
- Гибіца
- Дікула[8]
- Іполтіца
- Міхаловський потік[9]
- Сварінка

## Історія
Кральова Легота згадується кінцем 13 століття.

## Населення
| Рік:            | 1994. | 2004.    | 2014.   | 2024.   |
| --------------- | ----- | -------- | ------- | ------- |
| Кількість осіб: | 725   | 634      | 593     | 602     |
| Різниця:        |       | -12,55 % | -6,46 % | +1,51 % |

| Рік:            | 2023. | 2024.   |
| --------------- | ----- | ------- |
| Кількість осіб: | 601   | 602     |
| Різниця:        |       | +0,16 % |